# Testarchoj
Testarchoj (čečensky ТӀийста, rusky Тестархой) je zaniklá obec v okrese Galan-Čož na jihozápadě Čečenské autonomní republiky Ruské federace (Severokavkazský federální okruh).

## Geografie
Testarchoj leží na levém břehu řeky Gechi severovýchodně od okresního střediska Galan-Čož. Okolními sídly (převážně zaniklými) jsou: na jihozápadě bývalé auly Korgi, Kirbiču a Chajbach, na severovýchodě zaniklé auly Mušeču a Choč-Koč a na jihovýchodě bývalý aul Chiloj. Jedná se o menší komplex věžových staveb, vybudovaný v nadmořské výšce 1460 metrů na svahu hory, vzdálené cca 5,2 km východním směrem od jezera Galan-Čož. Zhruba 2 kilometry východním směrem se od Testarchoje nachází zaniklé historické sídlo Mocaroj.

## Původ názvu
Etymologie názvu obce není jasná. Existují domněnky, že pojmenování sídla mohlo vzniknout ze slova Ткъуйист, jehož základem je Ткъа, jméno zdejšího pohanského boha nebeských jevů.

## Historie a místní památky
Opevněné sídlo bylo tvořeno celkem pěti tříposchoďovými obytnými věžemi. Počátky výstavby pevnostního věžového komplexu sahají do 12. století n. l. Jedna z věží byla sídlem rodu, přináležejícímu k tejpu Centoroj, jiná patřila dyšninskému rodu. Na území aulu se nacházejí dva muslimské hřbitovy a nadzemní hrobka z doby pozdního středověku.
Při rozsáhlé operaci vysídlení Čečenců a příslušníků dalších kavkazských národů, vedené Lavrentijem Berijou, byl aul Testarchoj koncem února roku 1944 zlikvidován. Ani po rehabilitaci v roce 1956 se obyvatelstvo do svých původních domovů již nikdy nesmělo vrátit.

## Dostupnost
Ze západu, tj. ze směru od jezera Galan-Čož, ani od severu, kde svah hory strmě spadá do údolí, Testarchoj není přístupný. Jediná přístupová cesta vede z východní strany. Výstup je náročný, stezka pro pěší je dlouhá 6,3 km a překonává převýšení 400 metrů. Podmínkou návštěvy je získání oficiálního povolení bezpečnostních orgánů v Grozném ke vstupu do okresu Galan-Čož.
Po obnovení okresu Galan-Čož v roce 2012 byla do regionu dvakrát vypravena expedice "Neznámé Čečensko" (Неизвестная Чечня), její účastníci však měli problém s dostupností některých míst kvůli absenci vhodných přístupových cest. Budování těchto cest je součástí programu "O rozvoji horských území Čečenské republiky ( Закон ЧР "О развитии горных территорий Чеченской Республики"). Na počátku roku 2015 byla nová cesta vybudována až k obci Pešcha a Čarmacha a měla by pokračovat dál do Mocaroje a Chajbachu a odtud přes Testarchoj navázat na starou cestu do Galan-Čože.